# Пек (единица объёма)

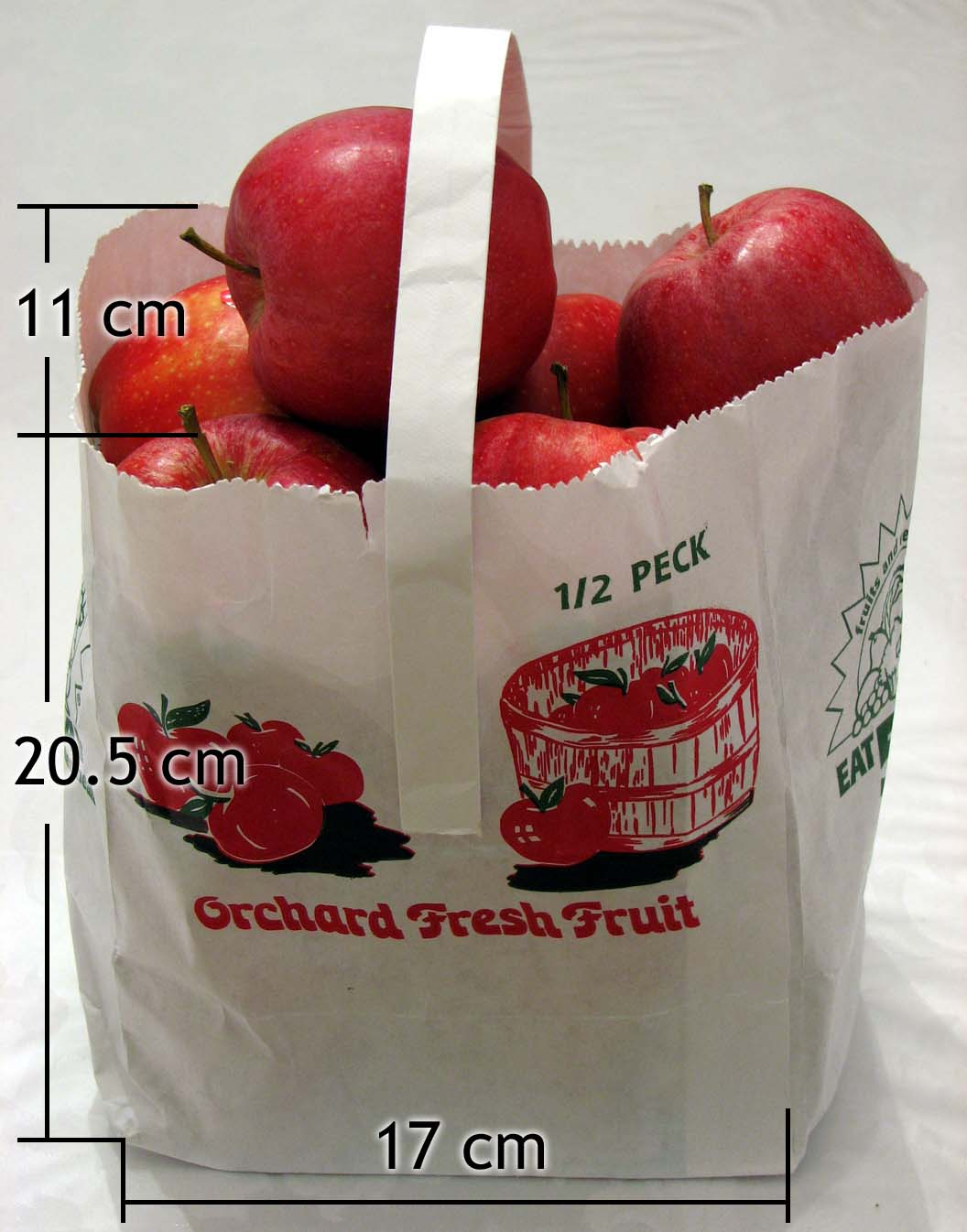
Пакет с яблоками объёмом полпека

Пек (англ. peck) — внесистемная единица объёма сыпучих тел, применявшаяся в США и Великобритании, равная 2 галлонам, 8 английским квартам или 16 пинтам сухого вещества. Английский пек равен 9,09 литра, а американский пек — 8,81 литра. Два пека составляют кеннинг (ныне устаревший), а четыре пека — бушель. Хотя ныне пек не используется в широком обиходе, при продаже некоторых продуктов в США, таких как яблоки, по-прежнему часто используется эта мера объёма (хотя в Великобритании пек устарел, его можно найти только в старом стихотворении «Питер Пайпер» и в Библии. — например, в Евангелие от Матфея 5:15, в некоторых из его старых переводов).

## Шотландия до 1824 года
В Шотландии пек использовался как мера сыпучих тел вплоть до введения системы британских единиц измерения в 1824 году. В Шотландии в некоторых случаях (для определения объёма некоторых видов круп, гороха, бобов и муки) пек был равен примерно равен 9 литрам (1,98 галлона), а при измерении объёма ячменя, овса и солода пек принимался равным примерно 13 литрам (2,86 галлона). Фирлот был равен 4 пекам.

## Значение в разных странах
| 1 английский пек | = | 1⁄4 от английского бушеля   |
| 1 английский пек | = | 2 английский галлона        |
| 1 английский пек | = | 8 английских кварт          |
| 1 английский пек | = | 16 английских пинт          |
| 1 английский пек | = | 320 английских жидких унций |
| 1 английский пек | = | 9,09218 литра               |
| 1 английский пек | ≈ | 554,839 кубического дюйма   |
| 1 английский пек | ≈ | 2,06411 сухого галлона      |

| 1 американский пек | = | 1⁄4 от американского бушеля     |
| 1 американский пек | = | 2 американских сухих галлона    |
| 1 американский пек | = | 8 американских сухих кварт      |
| 1 американский пек | = | 16 американских сухих пинт      |
| 1 американский пек | = | 537,605 кубического дюйма       |
| 1 американский пек | = | 8,80976754172 литра             |
| 1 американский пек | ≈ | 1,93788 английского галлона     |
| 1 американский пек | ≈ | 310,060 английской жидкой унции |